# Zed
Zed is een bestuurslaag in het regentschap Bangka van de provincie Bangka-Belitung, Indonesië. Zed telt 2610 inwoners (volkstelling 2010).